# Gelligaer
Gelligaer è un centro abitato del Galles, situato nel distretto di contea di Caerphilly. Amministrativamente è una comunità.